# Dalophis
Dalophis (Rafinesque, 1810) è un genere di pesci ossei marini appartenenti alla famiglia Ophichthidae.

## Distribuzione e habitat
Il genere è endemico dell'oceano Atlantico orientale tropicale e subtropicale, la specie D. imberbis è presente nel mar Mediterraneo<.
Vivono in acque poco profonde su fondi sabbiosi o fangosi in cui si infossano; alcune specie si spingono in acqua salmastra e negli estuari.

## Descrizione
D. imberbis è la specie più grande e raggiunge eccezionalmente i 150 cm di lunghezza, le altre specie sono assai più piccole.

## Tassonomia
Il genere comprende 5 specie:
- Dalophis boulengeri
- Dalophis cephalopeltis
- Dalophis imberbis
- Dalophis multidentatus
- Dalophis obtusirostris